# اسکات آیچیسون
اسکات آیچیسون (زاده ۱۴ ژانویه ۱۹۷۳) یک سیاستمدار کانادایی است که در انتخابات فدرال کانادا در سال ۲۰۱۹ به عنوان نماینده مجلس عوام کانادا انتخاب شد. او قبل از انتخاب، از سال ۲۰۱۴ تا ۲۰۱۹ به عنوان شهردار هانتسویل مشغول به کار بود
او رئیس کمیته سازماندهی بازی‌های زمستانی پارا زمستان انتاریو ۲۰۱۲ در هانتسویل بود.